# مفطورة
المفطورة (الاسم العلمي: Mycoplasma) هي جنس من البكتيريا سلبية الغرام تتبع الفصيلة المفطورات من رتبة المفطوريات. وتفتقر إلى الجدار الخلوي لذا تغدو عصية على بعض المضادات الحيوية كالبنسلين وغيره من مجموعة البيتا لاكتام التي تستهدف الجدار الخلوي. والمفطورات في جلها كائنات مطاعمة أو طفيلية.

## أنواع المفطورة
- مفطورة وزية
- مفطورة بقرية
- مفطورة فموية
- مفطورة كاليفورنية
- مفطورة كندية
- مفطورة كلبية
- مفطورة فيلية
- مفطورة منتنة للدجاج
- مفطورة بشرية
- مفطورة غنمية
- مفطورة رئوية
- مفطورة تناسلية